# Circuito de Nevers Magny-Cours
El Circuito de Nevers Magny-Cours es un autódromo situado en Francia, en las cercanías de las localidades de Magny-Cours y Nevers del departamento de Nièvre de la región de Borgoña-Franco Condado. Ha sido sede el Gran Premio de Francia de Fórmula 1 en 18 ocasiones.

## Historia
Magny-Cours fue construido en 1960 por Jean Bernigaud y albergaba originalmente una escuela de pilotaje, de la cual surgieron figuras como François Cevert y Jacques Laffite. Sin embargo, hacia los años 1980 la pista se encontraba muy deteriorada, y no fue sino hasta luego de la compra del circuito por parte del Consejo General del departamento de Nièvre que las competencias internacionales de deporte motor iniciaron sus visitas.
La última reforma del trazado realizada en 2003 modificó la longitud del trazado principal a 4.411 metros. En la actualidad, la pista se caracteriza por su pavimento extremadamente liso y por las comodidades que ofrece a los espectadores.
El Gran Premio de Francia de Fórmula 1 se disputó en este trazado desde 1991 hasta 2008, siempre con la Fórmula 3000 Internacional y luego la GP2 Series como telonera salvo en 1991 y en 1997. Además, el Campeonato Mundial de Turismos tuvo su cita francesa allí en 2005 y 2006, en tanto que el Campeonato Mundial de Resistencia disputó una fecha allí en 1991 y 1992, el Campeonato de la FIA de Sport Prototipos desde 1999 hasta 2002, el Campeonato FIA GT desde 2000 hasta 2005, y el Open Internacional de GT desde 2006. Numerosos campeonatos europeos de monoplazas han visitado el trazado, entre ellos la World Series by Renault, la Fórmula 3000 Europea, la Fórmula 3 Euroseries, la Fórmula Master Internacional y la Fórmula 3 Española.
El Gran Premio de Francia de Motociclismo del Campeonato Mundial de Motociclismo visitó el circuito por única vez en 1992. El Campeonato Mundial de Superbikes hizo lo mismo en 1991, pero la carrera retornó de manera permanente en 2004. El Bol d'Or, una carrera clásica del Campeonato Mundial de Motociclismo de Resistencia, tiene lugar en Magny-Cours desde la edición 2000 hasta la de 2015. Magny-Cours también recibe frecuentemente a los principales campeonatos franceses de automovilismo de velocidad y motociclismo de velocidad.
Las pocas oportunidades de sobrepaso que ofrece el trazado hacen que la mayoría de las carreras de Fórmula 1 disputadas transcurrieran sin grandes acontecimientos, con la excepción de aquellos Grandes Premios en que la lluvia se hizo presente. El caso más notable se produjo en 1999, cuando la carrera debió ser interrumpida a raíz de la lluvia torrencial. Tras la reanudación de la competencia, los principales contendientes por el primer lugar tuvieron problemas, lo cual allanó el camino para que Heinz-Harald Frentzen lograra una sorprendente victoria en su Jordan.
El equipo Ligier de Fórmula 1 y posteriormente Prost tuvieron sus instalaciones en Magny-Cours en la década de 1990. Oreca tiene su planta de motores en el polo tecnológico del circuito.

## Ganadores

### Fórmula 1
| Año     | Piloto                | Constructor      | Fecha       | Resultados |
| ------- | --------------------- | ---------------- | ----------- | ---------- |
| 1991    | Nigel Mansell         | Williams-Renault | 7 de julio  | Resultados |
| 1992    | Nigel Mansell         | Williams-Renault | 5 de julio  | Resultados |
| 1993    | Alain Prost           | Williams-Renault | 4 de julio  | Resultados |
| 1994    | Michael Schumacher    | Benetton-Ford    | 3 de julio  | Resultados |
| 1995    | Michael Schumacher    | Benetton-Renault | 2 de julio  | Resultados |
| 1996    | Damon Hill            | Williams-Renault | 30 de junio | Resultados |
| 1997    | Michael Schumacher    | Ferrari          | 29 de junio | Resultados |
| 1998    | Michael Schumacher    | Ferrari          | 28 de junio | Resultados |
| 1999    | Heinz-Harald Frentzen | Jordan-Honda     | 27 de junio | Resultados |
| 2000    | David Coulthard       | McLaren-Mercedes | 2 de julio  | Resultados |
| 2001    | Michael Schumacher    | Ferrari          | 1 de julio  | Resultados |
| 2002    | Michael Schumacher    | Ferrari          | 21 de julio | Resultados |
| 2003    | Ralf Schumacher       | Williams-BMW     | 6 de julio  | Resultados |
| 2004    | Michael Schumacher    | Ferrari          | 4 de julio  | Resultados |
| 2005    | Fernando Alonso       | Renault          | 3 de julio  | Resultados |
| 2006    | Michael Schumacher    | Ferrari          | 16 de julio | Resultados |
| 2007    | Kimi Räikkönen        | Ferrari          | 1 de julio  | Resultados |
| 2008    | Felipe Massa          | Ferrari          | 22 de junio | Resultados |
| Fuente: |                       |                  |             |            |